# Egidio Galbani
Egidio Galbani (Ballabio Inferiore, 7 luglio 1858 – Ballabio Inferiore, 5 luglio 1950) è stato un imprenditore italiano, fondatore dell'industria alimentare Galbani.
Fu il fondatore insieme al fratello Davide del caseificio Galbani che ebbe origine nel 1882 con sede a Ballabio, all'imbocco della Valsassina, e successivamente a Maggianico. Nel 1896 Egidio Galbani si trasferì presso una cascina di Melzo impiantando prima un laboratorio e, nel 1900, un vero e proprio stabilimento destinato a diventare il polo produttivo della principale azienda casearia italiana.

## Biografia
Egidio Galbani fu fondatore insieme al fratello Davide del caseificio Galbani che ebbe origine nel 1882 con sede a Ballabio, all'imbocco della Valsassina, e successivamente a Maggianico.
Dal 1882 comincia a produrre in proprio e vendere la robiola Galbani. Nel corso degli anni Ottanta consolida la propria attività affiancando alla produzione di robiole quella di altri formaggi a pasta molle, concorrenziali con le affermate produzioni francesi, allargando il proprio raggio di attività oltre l'ambito locale e regionale.
All'inizio degli anni Novanta trasferisce larga parte dell'attività produttiva a Melzo, attirato sicuramente dall'abbondanza e dalla elevata qualità della materia prima (la cui disponibilità in quantità costanti cominciava a divenire un fattore strategico) e dalla presenza di buoni collegamenti e vie di trasporto (la linea ferroviaria Milano-Venezia). La capacità di lavorazione del piccolo stabilimento tocca allora i 5.000 litri giornalieri di latte. Galbani manifesta in questo periodo anche una particolare attenzione a cogliere le occasioni per pubblicizzare i propri formaggi. Dal 1892 si susseguono infatti sempre più numerosi premi e diplomi ottenuti a esposizioni in Italia e all'estero. È del 1906 la creazione di un nuovo formaggio a pasta molle, che viene battezzato con il nome di «Bel paese», ispirato dal petrarchistico titolo di un'opera di carattere divulgativo del geologo e geografo lecchese Antonio Stoppani: con un'intelligente operazione di carattere pubblicitario, Galbani fa raffigurare sull'etichetta il ritratto dello scienziato insieme con l'immagine dell'Italia, e in bella evidenza, tra le altre, le località più importanti per la storia dell'azienda: da Ballabio, a Maggianico, a Melzo, alle varie sedi di stabilimento.
Alla vigilia del primo conflitto mondiale la Galbani è un'azienda di primaria importanza che a buon diritto rientra nel novero degli stabilimenti mobilitati per la fornitura di derrate alle truppe e che avvia anche esportazioni di una certa consistenza verso l'estero.
Il campionario dei prodotti dell'azienda si presenta variegato: a formaggi di prima scelta si affiancano altri di seconda e terza scelta, venduti a prezzo molto contenuto. Alle robiole si sono infatti aggiunti cremini, quartiroli, formaggi a pasta dura di vario tipo, oltre, naturalmente, al Bel paese, che occupa ormai incontrastato il primo posto tra i formaggi più diffusi a livello nazionale. La precoce attenzione alla comunicazione (attuata attraverso l'uso di cataloghi aziendali, rivolti principalmente ai negozianti e ai dettaglianti) traspare dalla cura degli involucri, raffiguranti scene di vita pastorale valsassinese, con in primo piano una fanciulla vestita con il tradizionale costume locale (la guarnitura di spadini ai capelli, il grembiule, le pianelle o gli zoccoli), con un esplicito richiamo alla Lucia Mondella dei Promessi sposi.
L'accumulazione di consistenti profitti porta all'ulteriore incremento delle dotazioni infrastrutturali e della capacità produttiva. Alla fine della guerra lo stabilimento principale di Melzo segna una capacità giornaliera di 300 quintali di latte lavorato, con soluzioni tecniche avanzate sia per la forza motrice sia per gli impianti di refrigerazione.
Nel 1922 è avviata la costruzione di un nuovo stabilimento alla Certosa di Pavia che - per evitare un eccessivo appesantimento finanziario - Galbani decide ancora una volta di realizzare ricorrendo all'autofinanziamento e solo in minima parte all'indebitamento bancario. La crescita coinvolge rapidamente sia gli aspetti di carattere distributivo - si incrementa decisamente la presenza nei mercati esteri, affidati alla cura di Giacomo (1897-1983), figlio di Giuseppe - sia di innovazione sul versante del prodotto: Galbani, nonostante l'età avanzata, prosegue infatti nelle proprie sperimentazioni, giungendo a introdurre nuove soluzioni anche nel confezionamento; nel 1924-1925 si realizzano «scatolette di porzioni senza crosta» (i formaggini) destinate a imporsi rapidamente sul mercato.
Il continuo aumento della produzione e, in particolare, delle esportazioni (che via via arrivano a superare l'ammontare della produzione destinata al mercato interno) impongono all'inizio del 1925 un riassetto dell'impresa. Viene allora deciso un forte aumento di capitale - garantito dall'appoggio di un consorzio di collocamento bancario guidato dalla Banca della Svizzera Italiana di Lugano - da 2 a 10 milioni di lire, immediatamente impiegati nell'ammodernamento delle strutture produttive (il valore degli impianti passa da 2,7 a oltre 7,5 milioni). A questo punto la Galbani, con gli stabilimenti di Melzo e quello di Pavia Certosa, è uno fra i protagonisti del settore caseario italiano, preceduta solo dalla lodigiana Polenghi Lombardo.
Gli stabilimenti impiegano alla metà degli anni Venti una forza motrice di circa 500 HP con una capacità giornaliera di lavorazione intorno ai 1.500 quintali di latte, in linea con l'azienda rivale. La capacità di lavorazione complessiva passa dai 146.000 quintali del 1925 ai 450.000 del 1930. Le esportazioni, solo parzialmente colpite dalla politica deflazionistica di “quota 90”, si attestano su percentuali variabili tra il 30% e il 50% della produzione totale, dirigendosi principalmente verso i mercati tedeschi, francesi e statunitensi, dove la penetrazione avviene tramite la rete di vendita della Mattia Locatelli, nel frattempo divenuta un'importante società commerciale in campo caseario attiva sui mercati d'esportazione, e principalmente negli Stati Uniti, in Sudamerica e in Inghilterra.

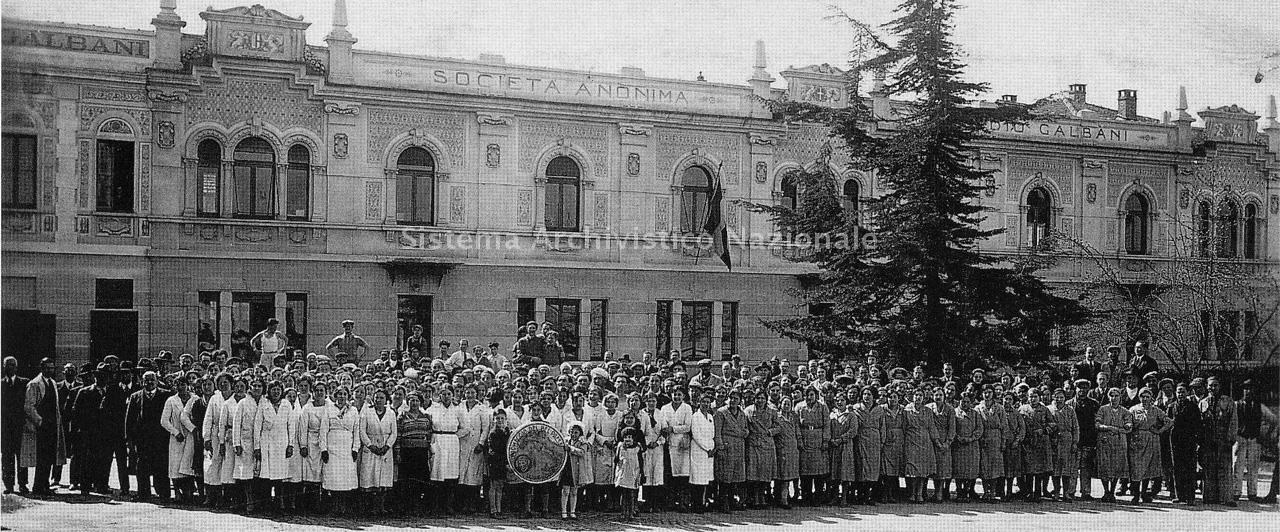
Foto di gruppo di maestranze e operai della Società anonima Egidio Galbani. Al centro, tre bambini sorreggono l'emblema del Bel Paese, un formaggio stagionato lanciato con successo nel 1906 e ancora oggi esportato in tutto il mondo, che prese il nome dall'omonimo libro di Antonio Stoppani,1910 ca., Melzo

Sempre più stretti si fanno nel frattempo i legami con l'azienda famigliare degli Invernizzi, che vanno assumendo posizioni di rilievo sempre maggiore all'interno della Galbani. Il processo di rivoluzione negli assetti proprietari della Galbani culmina nel giugno del 1926 con l'abbandono della società da parte di Galbani stesso, mentre la presidenza viene affidata ad Achille Invernizzi.
Da questo momento la storia della Galbani si distacca completamente da quella del suo fondatore.
L'attività della LIR nasce e si sviluppa tra mille difficoltà, legate principalmente alla forte concorrenza della stessa Galbani, ormai di gran lunga la maggiore fra le aziende casearie italiane (a metà del 1935 si avviano persino trattative con l'imprenditore per la cessione della LIR alla Galbani). Dopo qualche anno di stentata attività, in coincidenza con la definitiva uscita di scena di Galbani, la LIR si trasforma in società anonima sotto la guida di Ercole Locatelli, già presidente della Mattia Locatelli, mentre Giacomo Galbani diventa unico consigliere. Il destino delle due famiglie valsassinesi torna dunque a intrecciarsi ancora una volta. La Mattia Locatelli, sino a quel momento azienda in larga prevalenza commerciale, coglie così l'occasione per integrarsi ulteriormente a monte nelle attività produttive (già possedeva caseifici sparsi un po' ovunque nella penisola); specularmente, la LIR può sfruttare le relazioni commerciali accumulate dalla stessa Locatelli. Le due aziende continueranno però a restare formalmente separate, sino alla metà degli anni Cinquanta.

## Archivio
L’archivio storico Galbani è conservato presso la sede sociale di Melzo.